# ديسينزانو دل غاردا
ديسينزانو دل غاردا (Desenzano del Garda) هي مدينة إيطالية تقع على الشاطئ الغربي الجنوبي لبحيرة غاردا. عدد سكان المدينة نحو 17.000 نسمة. في إيطاليا تنطق الناس اسمها باللكنة المحلية Dezensà .

## السكان
في سنة 1861 بلغ عدد السكان 6٬425 نسمة، وتطور العدد ليصل في سنة 2011 لـ 26٬793 نسمة.
يظهر هذا المخطط البياني تطور النمو السكاني لـ ديسينزانو دل غاردا

## الموقع
تقع مدينة ديسينزانو دل غاردا على خليج واسع في جنوب غرب بحيرة غاردا، وتحدها من الشرق شبه جزير سيرميوني التي هي في شكل لسان في البحر يبلغ طوله 9 كيلومتر. لمدينة ديسينزانو محطة سكك حديدية على الطريق بين ميلانو وفينيسيا. كما يمر الطريق السريع A4 جنوب المدينة على بعد 2 كيلومتر الذي يربط بين ميلانو وفيرونا.

## المعالم السياحية

### وسط المدينة والميناء القديم
يعتبر وسط المدينة هو ميدان Piazza Malvezzi بالقرب من الميناء القديم، الذي كان مشغولا في الماضي بعدد كبير من قوارب النقل التي تنقل البضائع إلى السوق المجاور. يحيط بالميناء المستطيل الشكل بواكي على أعمدة، ويوجد في الوسط تمثال لـ «أنجيلا ميريسي» مؤسسة أوردن القديسة أورزولا. كما يوجد على الكورنيش تابوت حجري ل«أتيلا أوربيكا»، وعنده تبدأ الميناء الجديدة. من هذا الميناء يبدأ خط النقل البحري على بحيرة غاردا الذي يربط بين ديسينزانو مع باقي مدن بحيرة غاردا.
يعتبر الميناء القديم لديسينزانو من المعالم المحبوبة للمدينة، ولهذا يتهافت على شراء صوره السائحون.
وتبدو في خلفية الصور بقايا أحد قصور العصور الوسطى، وما فيه من ابراج صغيرة والحائط الذي يحيطه.

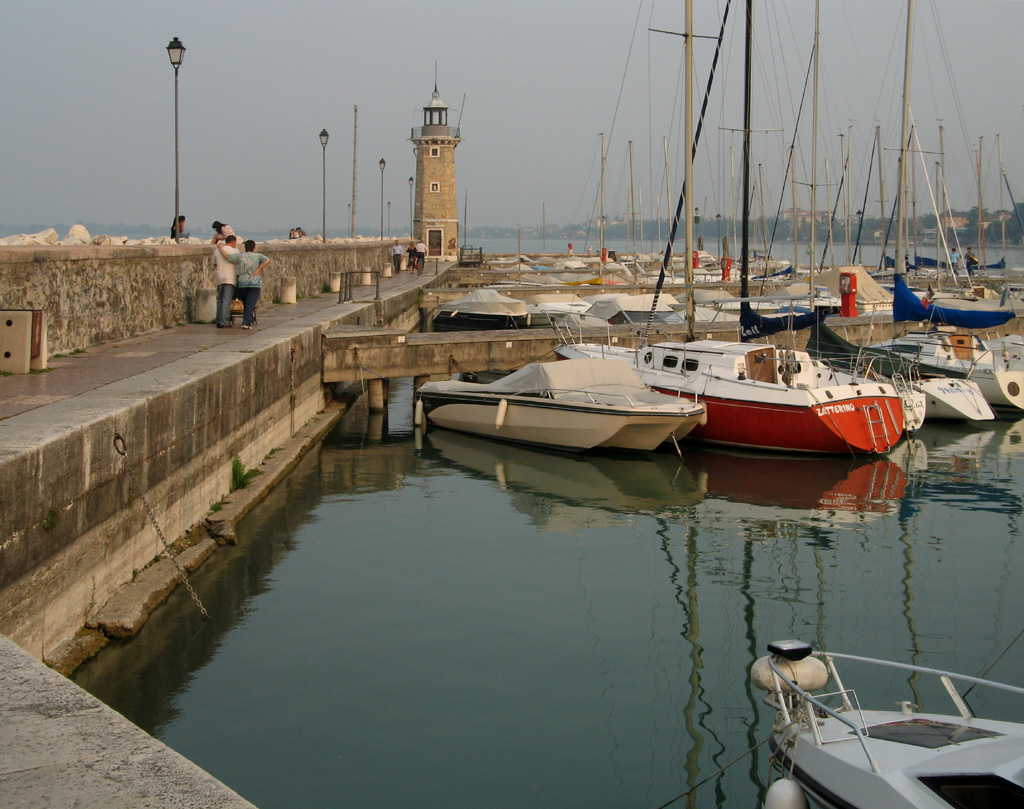
Die Mole von Desenzano mit dem Leuchtturm

على بعد قليل من الميدان توجد بقايا فيلا رومانية من القرنين الثاني والثالث بعد الميلاد، وهو مطل على طريق «فيا سكافي روماني»، ويمكن زيارته.
عند نهاية الحاجز المائي في الميناء يوجد فنار لإرشاد السفن.

### فيلا رومانا
عثر «إمانويل زامبوني» في عام 1921 أثناء أعمال حفر لإنشاء بيت له على بقايا فيلا رومانية قديمة تحت الأرض على مساحة نحو 1000 متر مربع. وتدل بقايا تلك الفيلا الرومانية على ما كان من أهمية لهذا المكان خلال العصور الرومانية الاخيرة: فقد بدأ بناء الفيلا في القرن الأول الميلادي، بينما اكتمالها كان في القرن الرابع.
وتصميم الفيلا رومانا يدل على شكل السكن الذي كان متبعا في شمال إيطاليا في تلك العهود القديمة. فهي تحوي على ارضية غرفة مغطاة بالقيشاني وتبلغ مساهحتها 240 متر مربع، كما توجد بها أفران للتدفئة.

### سنتا ماريا مادالينا

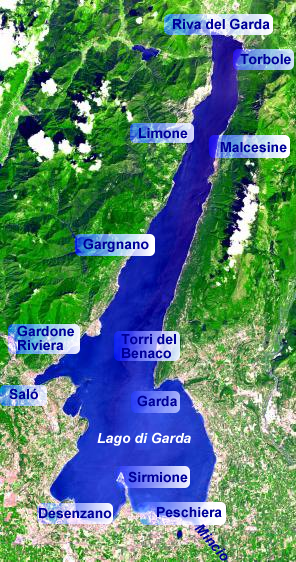
ديسينزانو على بحيرة غاردا.

هي الكنيسة الرئيسة في مدينة ديسينزانو وهي أحد أعمال المهندس المعماري «جوليو توديشيني» وقد أنشئت في عام 1586 على أنقاض مبنى قديم. تتكون من ثلاثة صالات كبيرة، وهي مزينة بلوحات فنية لفنانين مشهورين من ذلك العهد. وأحد تلك الأعمال الفنية ترجع إلى الفنان الشهير «جيوفاني باتيستا تيبولو».

## معرض صور

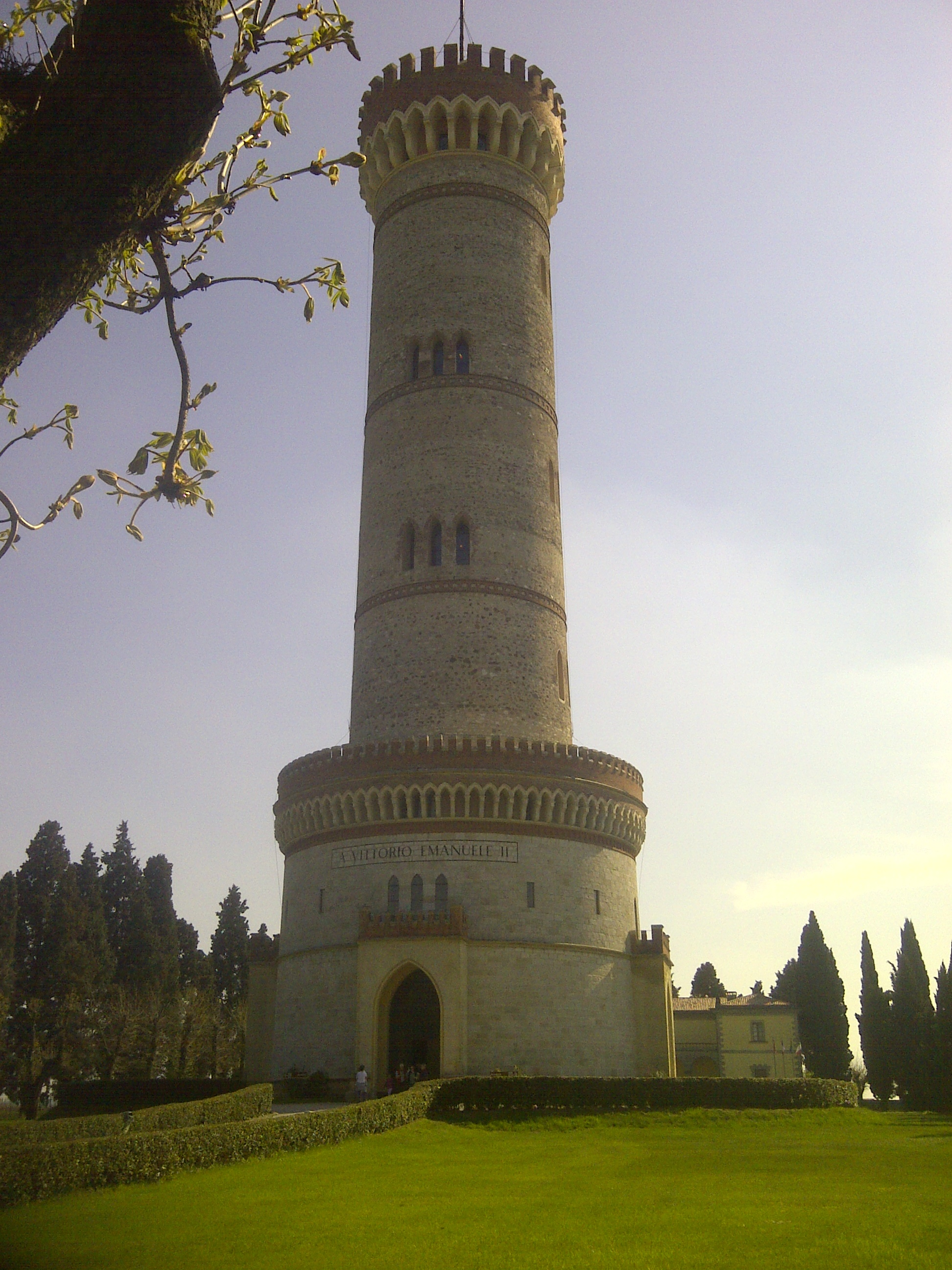
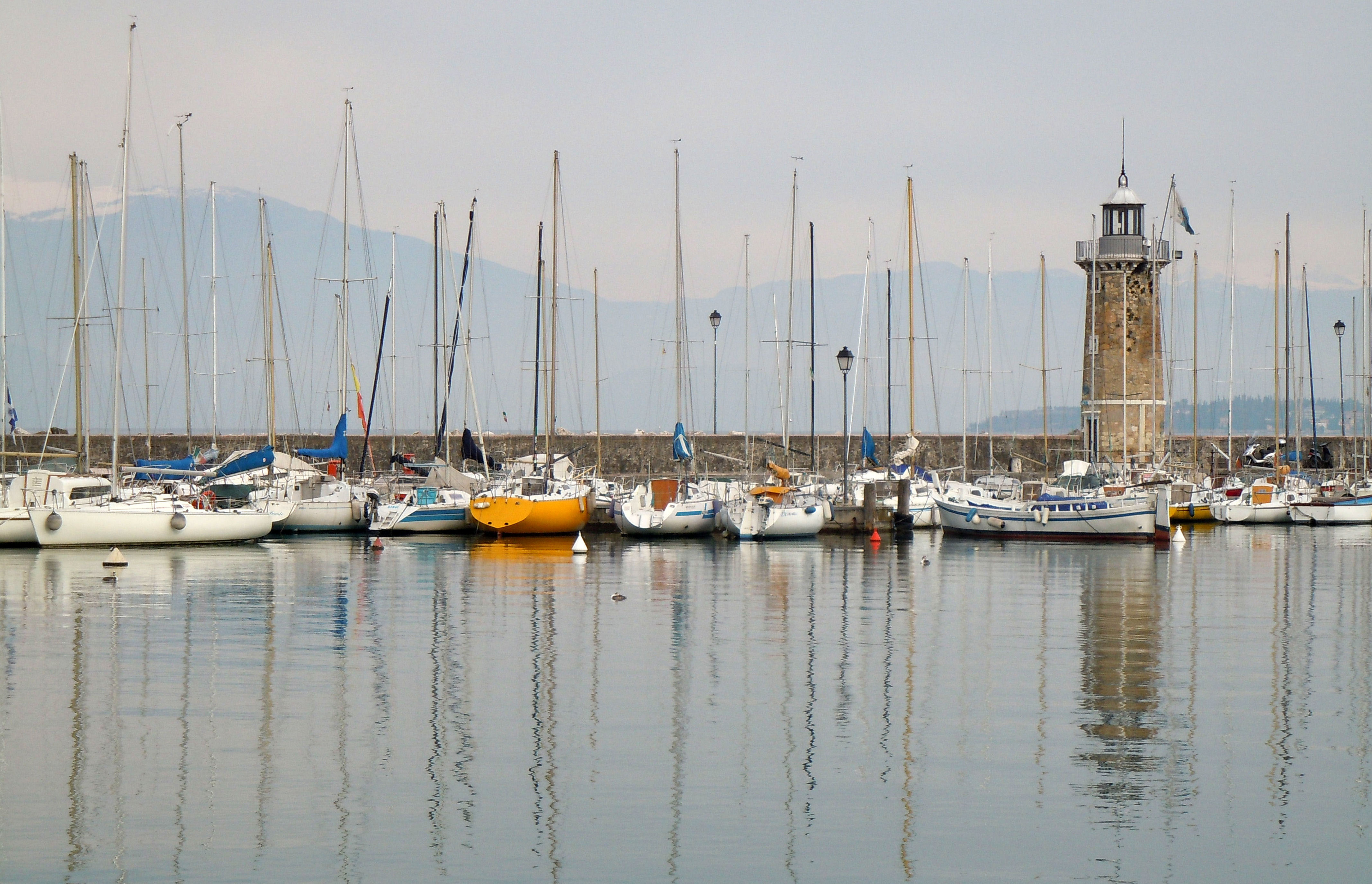
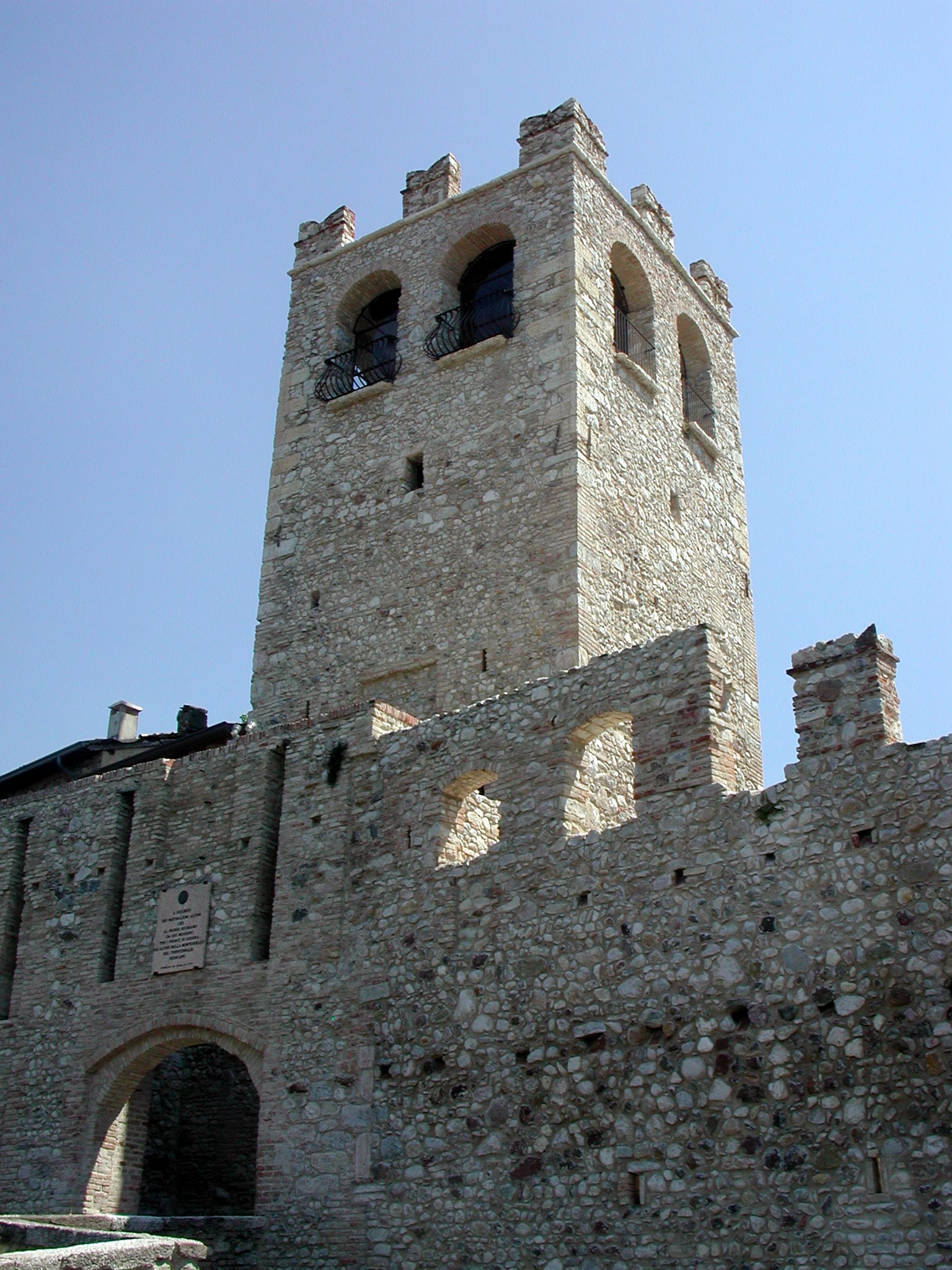
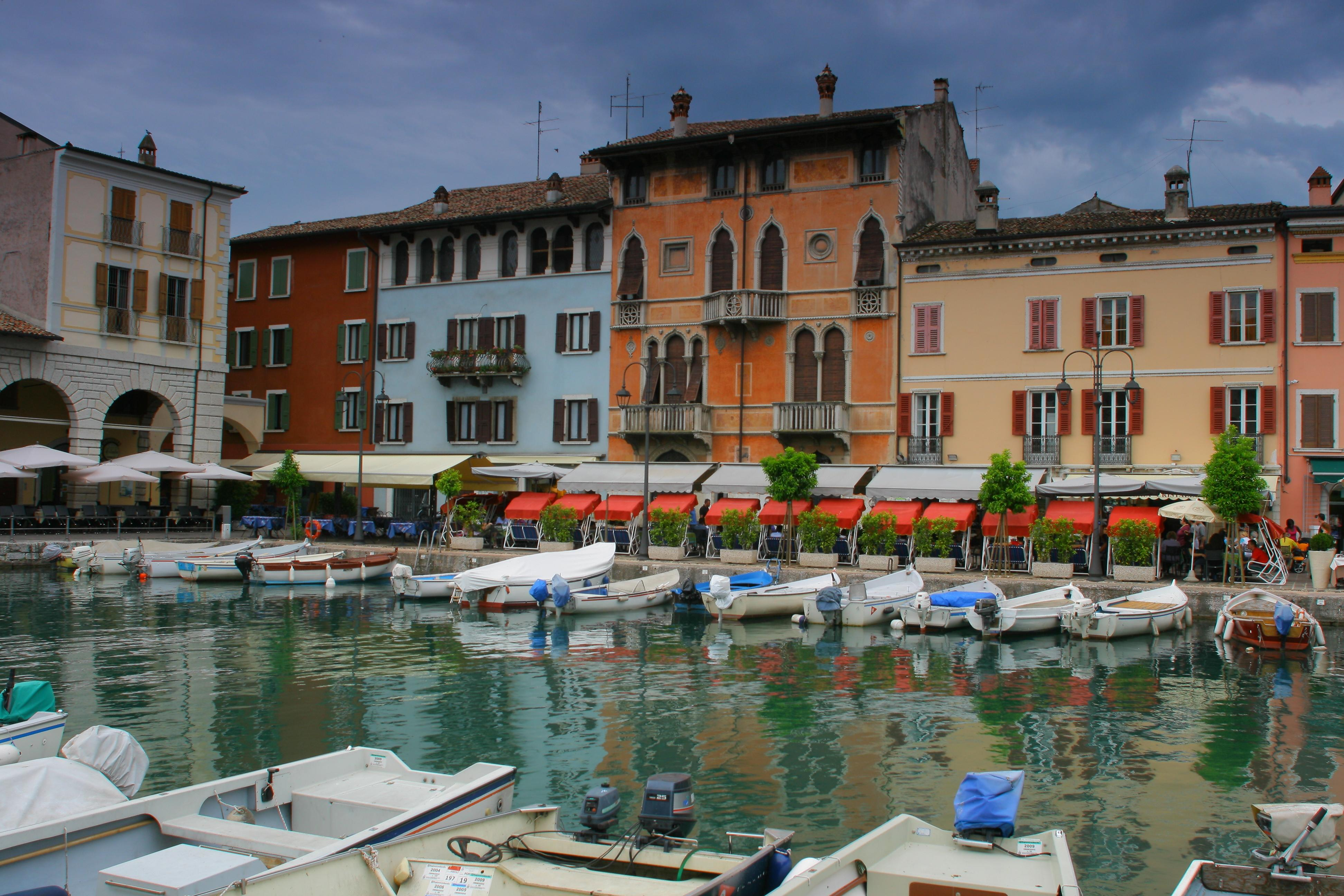
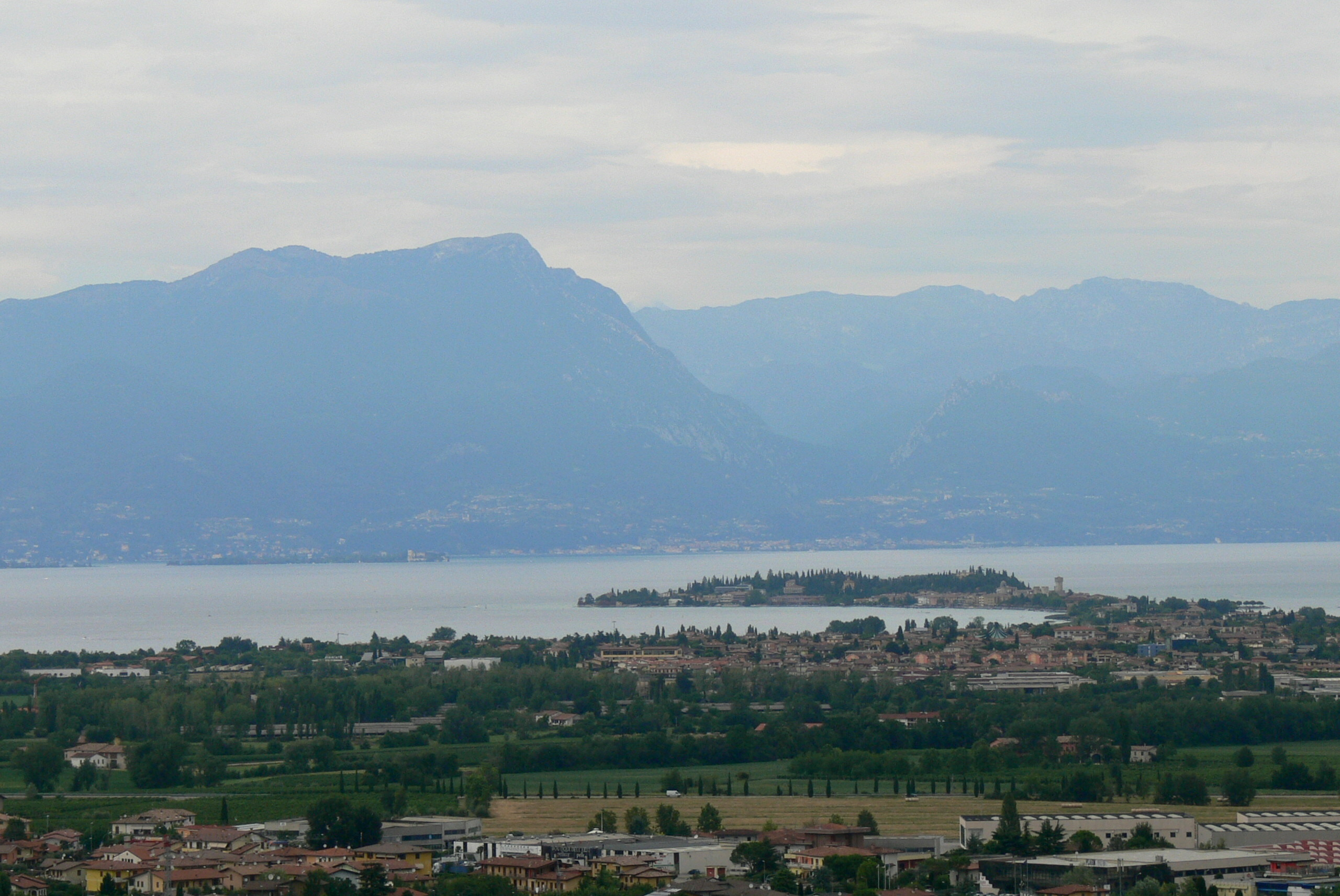
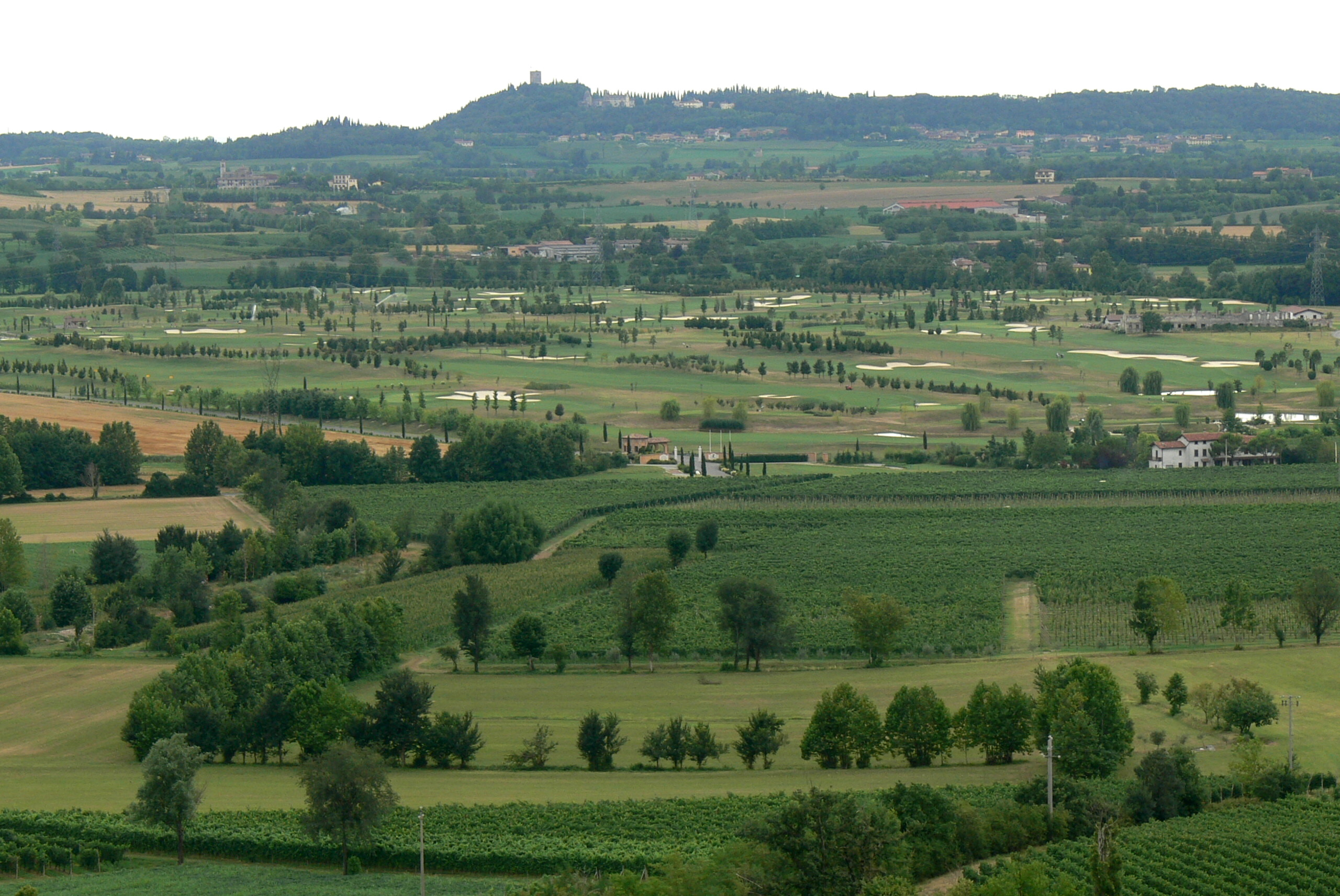

## اقرأ أيضا
- غاردا
- لازيسي
- بيسكيرا دل غاردا
- سيرميوني
- غاردوني ريفييرا
- سالو (إيطاليا)
- ليموني سول غاردا
- ريفا ريفييرا
- مالسيسيني

## وصلات خارجية
- Desenzano Tourism نسخة محفوظة 13 أبريل 2019 على موقع واي باك مشين.

مقاطعة بريشا